# District de Giang Thành
Giang Thành est un district rural de la province de Kiên Giang dans le delta du Mékong au sud du Viêt Nam. 

## Géographie
La superficie de Giang Thành est de 407,443 km2. 